# 302010 MK²LIVE
302010 MK²LIVE è un album live dei Marlene Kuntz, pubblicato il 20 giugno 2020 in occasione del Record Store Day, da Ala Bianca e Warner in formato vinile e digitale. È il quarto live ufficiale del gruppo dopo Cercavamo il silenzio.

## L'album
L'album contiene le registrazioni del concerto tenuto al Live Club di Trezzo sull'Adda il 18 ottobre 2019 durante il tour celebrativo per i 30 anni di carriera ed è diviso in due parti: acustico, contenente brani del gruppo riarrangiati in chiave acustica, ed elettrico, contenente Ho ucciso paranoia suonato dal vivo.

## Tracce

### Disco 1 (acustico)
1. Lieve
2. Ti giro intorno
3. La lira di Narciso
4. Osja, amore mio
5. Bella ciao
6. L'artista
7. Sapore di miele
8. Fantasmi
9. Musa

### Disco 2 (elettrico)
1. L'odio migliore
2. L'abitudine
3. Le putte
4. Infinità
5. Una canzone arresa
6. Questo e altro
7. Ineluttabile
8. Lamento dello sbronzo
9. In delirio
10. Un sollievo

## Formazione

### Gruppo
- Cristiano Godano – voce, chitarra
- Riccardo Tesio – chitarra, basso in Sapore di miele
- Luca Saporiti – basso, cori
- Luca Bergia – batteria, percussioni, cori
- Davide Arneodo – polistrumentista (tastiere, violino, synth, percussioni, cori)

### Produzione
- Riccardo Parravicini – registrazioni, missaggio
- Giovanni Versari – mastering